# Palazzo della Consulta
El Palazzo della Consulta (también llamado simplemente la Consulta) es un edificio situado en la Piazza del Quirinale de Roma, Italia que alberga desde 1955 la Corte Constitucional de Italia.

## Historia
Está situado sobre los restos del sector septentrional de las Termas de Constantino, en la ladera meridional del Quirinal. Sustituyó a un edificio precedente construido por el cardenal Ferrero da Vercelli durante el papado de Sixto V y se construyó para alojar la Sacra Congregazione della Consulta. Fue ampliado posteriormente por el Papa Pablo V a principios del siglo XVII.
El edificio, cuya construcción terminó en 1737 bajo la dirección del arquitecto Ferdinando Fuga, fue encargado por el Papa Clemente XII para que pudiera albergar tanto la sede de la secretaría de la Sacra Congregazione della Consulta (el Consejo de Estado Pontificio) y de la Segnatura dei Brevi, como el cuerpo de los Cavalleggeri y el de las Corazze (posteriormente Guardia Nobile).
Entre 1798 y 1814 el palacio fue sede de la Prefectura de Roma; en 1849, durante la República Romana, fue sede del Gobierno de triunvirato de Giuseppe Mazzini, Carlo Armellini y Aurelio Saffi. Tras la anexión de Roma al Reino de Italia, entre 1871 y 1874 residió aquí el príncipe heredero Umberto I con su esposa Margarita de Saboya. Entre 1874 y 1922 albergó la sede del Ministerio de Asuntos Exteriores y entre 1924 y 1953 fue sede del  Ministerio de las Colonias. Desde 1955 es la sede de la Corte Constitucional.

## Descripción

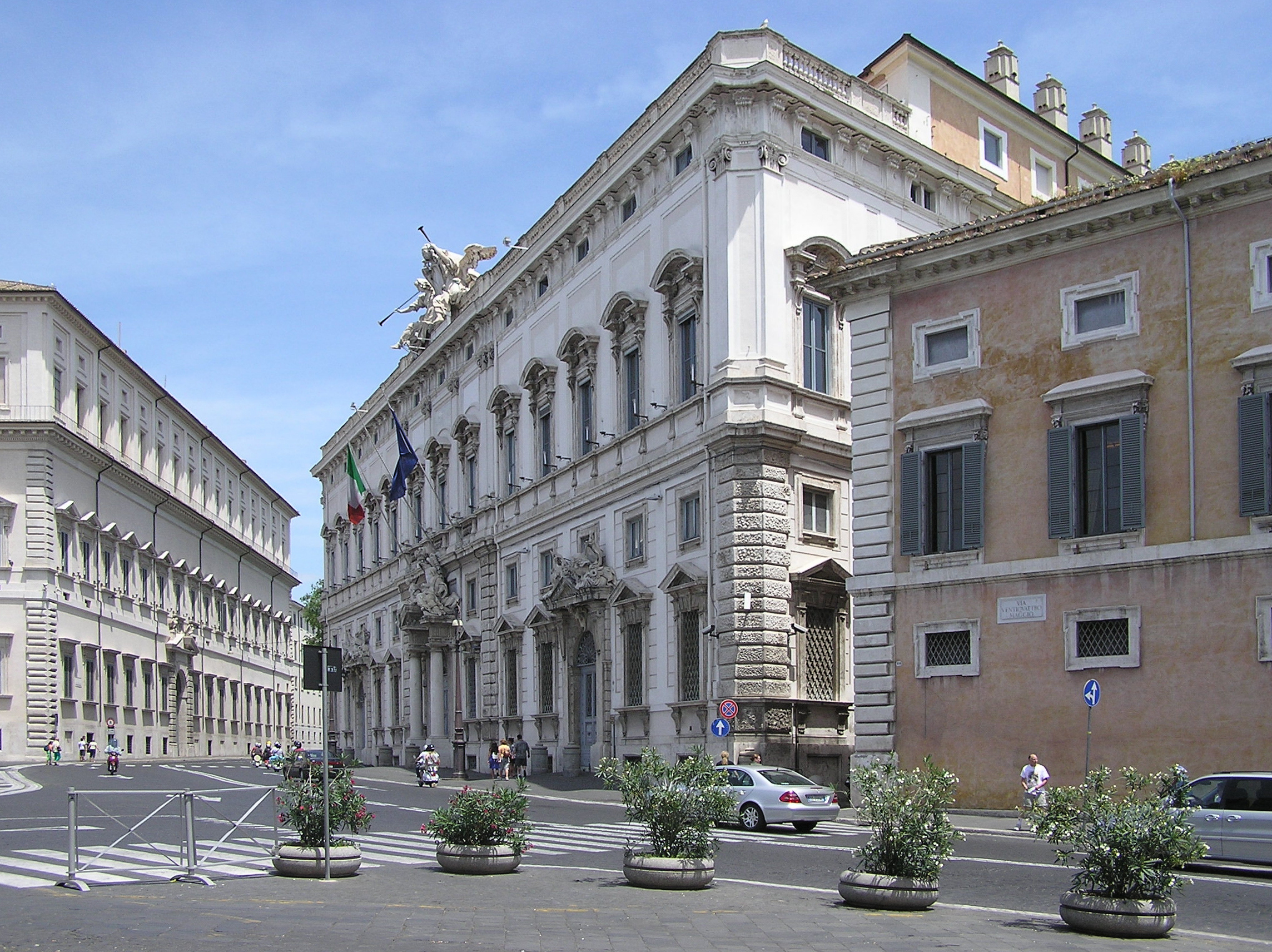
El Palazzo della Consulta; a la izquierda, el Palazzo del Quirinale.

### Exterior
La planta del palacio, condicionada por las características del terreno, tiene forma de trapecio y un patio central cuadrado. La fachada es una interpretación más articulada del esquema tradicional del palacio romano. Esta, de impostación clásica, tiene dos plantas. En la primera las ventanas tienen tímpanos triangulares y en la segunda circulares. 
El portal central está delimitado por dos columnas, sobre las cuales se apoya un tímpano curvilíneo con estatuas de la Justicia y la Religión, realizadas por el escultor Francesco Maini; sobre los dos portales laterales hay trofeos militares del cuerpo de los Cavalleggeri y el de las Corazze (posteriormente Guardia Nobile), obra del escultor Filippo Valle.

### Interior
Fuga distribuyó en las siete plantas independientes del edificio todas las instituciones a las que se destinaba, incluidos los alojamientos para los militares y los empleados y los apartamentos de los cardenales. Una red de escaleras interiores une las distintas plantas, mientras que una particular "escalera de tijera", a lo largo de la cual están colgados grandes retratos de los miembros de la Casa de Saboya, da acceso al piano nobile y además caracteriza la fachada interior del patio.
La decoración del interior ha conocido varias fases, a menudo unidas a las variaciones de uso del edificio. La primera decoración, obra de los pintores Antonio Bicchierai y Domenico Piastrini, se ha perdido casi completamente, salvo algunas figuras alegóricas en las salas de los apartamentos de los Cardenales, entre las cuales es digna de mención La Magnificencia, en la bóveda del "Salotto Verde".
En 1787 el nuevo Cardinale dei Brevi, Romoaldo Braschi-Onesti, encargó a Bernardino Nocchi realizar una nueva decoración, parcialmente perdida, cuya parte más importante es la relativa al mito de Proserpina en el "Salone Pompeiano" y la decoración de la bóveda del "Studio dei Giudici" que representa la Caridad con las cuatro Virtudes Cardinales.
Cuando Umberto I, en calidad de príncipe heredero, se trasladó a vivir a este palacio, llamó a los pintores Domenico Bruschi (autor de la alegoría La Paz en el "Salotto Rosso"), Cecrope Barilli (autor de la alegoría La luz que derrota a las tinieblas en el "Studio del Presidente") y Annibale Brugnoli para que decoraran con figuras alegóricas y emblemas sabaudos los actuales "Studio del Presidente" y "Sala delle Udienze".
Las audiencias públicas de la Corte se realizan en la "Sala Gialla" ("Sala Amarilla"), en el piano nobile del edificio, así denominada por la tapicería dorada con la que está revestida. 
En su interior alberga también la Biblioteca de la Corte Constitucional, que tiene abundantes textos y publicaciones jurídicas.